# Аргентеус
Аргентеус, аргентус, аргентей (лат. argenteus) — римская серебряная монета.
«Аргентеус», как название серебряных римских монет, упоминается в «Естественной истории» Плиния Старшего (argenteus или denarius argenteus) и в трудах Тита Ливия (denarius argenteus).
В «Истории Августов» аргентеус упоминается, как монета, чеканившаяся некоторыми римскими императорами (Филиппом, Аврелианом и Антонином), однако эти монеты считаются вымышленными.
Серебряный аргентеус начали чеканить в 294 году во время денежной реформы Диоклетиана (284—305), как замену серебряному денарию.
Законом были определены его вес — 1⁄96 римского фунта (либры) = 3,41 г. Однако в основном аргентеусы чеканили несколько легче. Сначала 25 аргентеусов равнялись одному ауреусу. 1 аргентеус соответствовал 8 фоллисам.
В 320 году при Константине Великом аргентеус был заменен на силикву.